# Campeonato Panamericano de Béisbol Sub-12 de 1994
El Campeonato Panamericano de Béisbol Sub-12 de 1994 con categoría Infantil AA, se disputó en Hidalgo, México del 14 al 24 de julio de 1994. El oro se lo llevó Cuba por segunda vez.

## Equipos participantes
- Brasil
- Cuba
- Costa Rica
- Guatemala
- Honduras
- México
- Panamá
- República Dominicana
- Venezuela

## Resultados
| Posición | Selección            |
| -------- | -------------------- |
|          | Cuba                 |
|          | México               |
|          | Venezuela            |
| 4°       | Brasil               |
| 5°       | República Dominicana |
| 6°       | Panamá               |
| 7°       | Costa Rica           |
| 8°       | Guatemala            |
| 9°       | Honduras             |